# Kenneth Snelson
Kenneth Snelson (* 29. Juni 1927 in Pendleton, Oregon; † 22. Dezember 2016) war ein US-amerikanischer Künstler und Bildhauer.

## Werk
Hauptthema seiner Arbeiten war das Wirken physikalischer Kräfte, hauptsächlich die Druck- und Zugwirkung, im Raum. Meist stellte er dies mittels fester Metallröhren und flexibler Drähte dar. Zusammen mit Richard Buckminster Fuller, seinem früheren Dozenten am Black Mountain College, wird ihm die Erfindung der Tensegrity zugeschrieben. Die daraus entstandenen Türme und Skulpturen sind weltweit im öffentlichen Raum ausgestellt. Eine von Snelsons wenigen „Outdoor Works“- bzw. Straßenkunst-Arbeiten in Deutschland ist die über 18 Meter lange und 6 Meter hohe Skulptur „Avenue K“ in Hannover.
1994 wurde Kenneth Snelson in die American Academy of Arts and Letters gewählt.

Bildergalerie: Türme und Straßenkunst
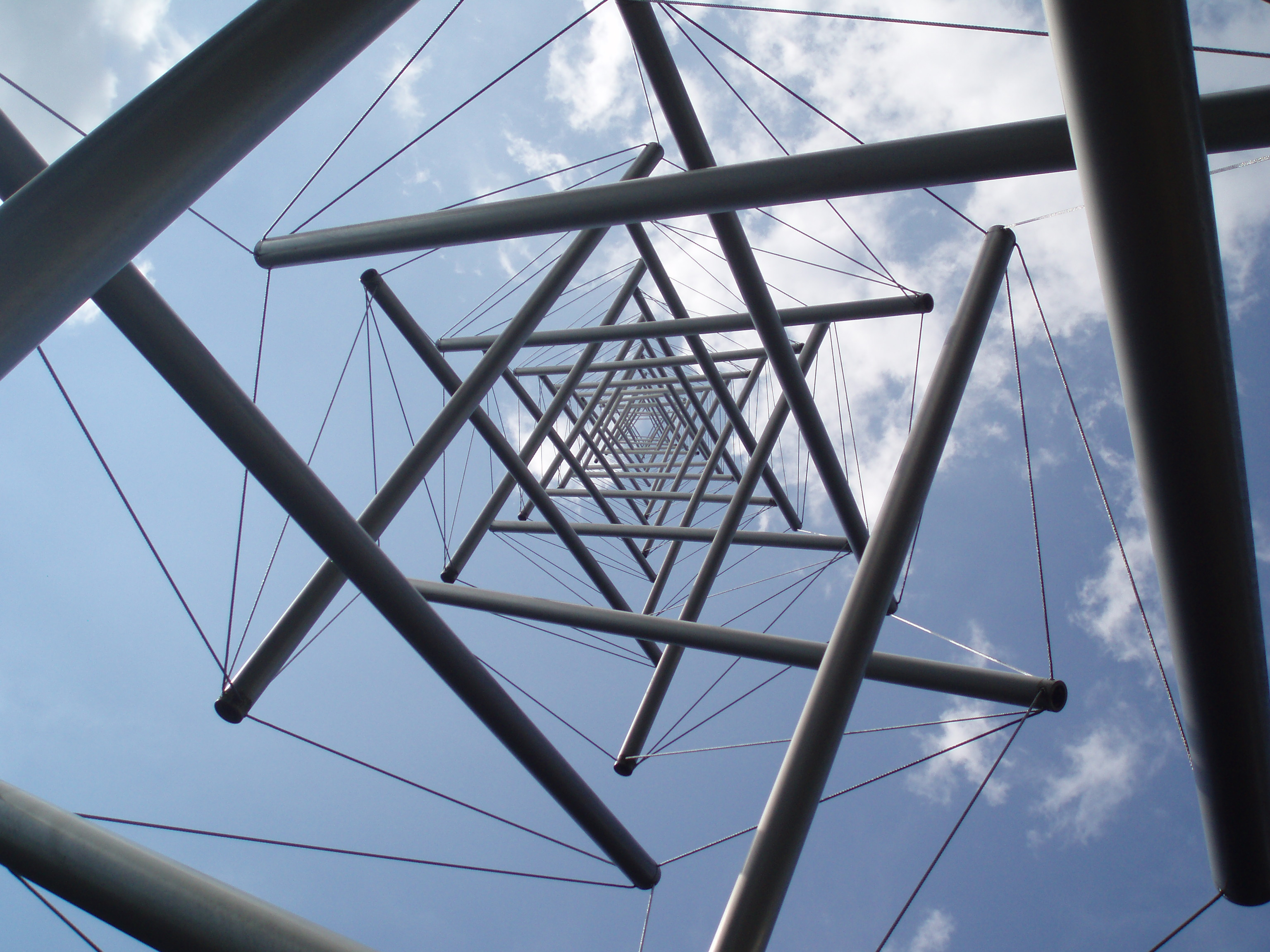
Untersicht des Needle Tower, 1968 (Hirshhorn Museum and Sculpture Garden, Washington, D.C./USA)
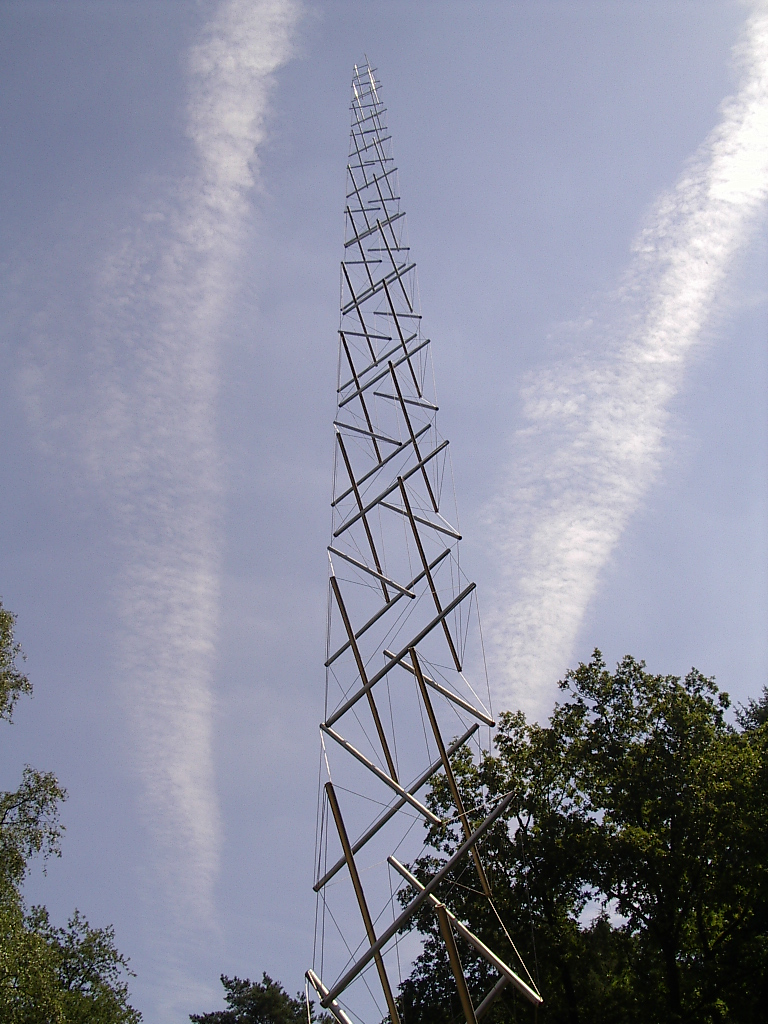
Needle Tower II, 1968 (Kröller-Müller Museum, Otterlo, Niederlande)
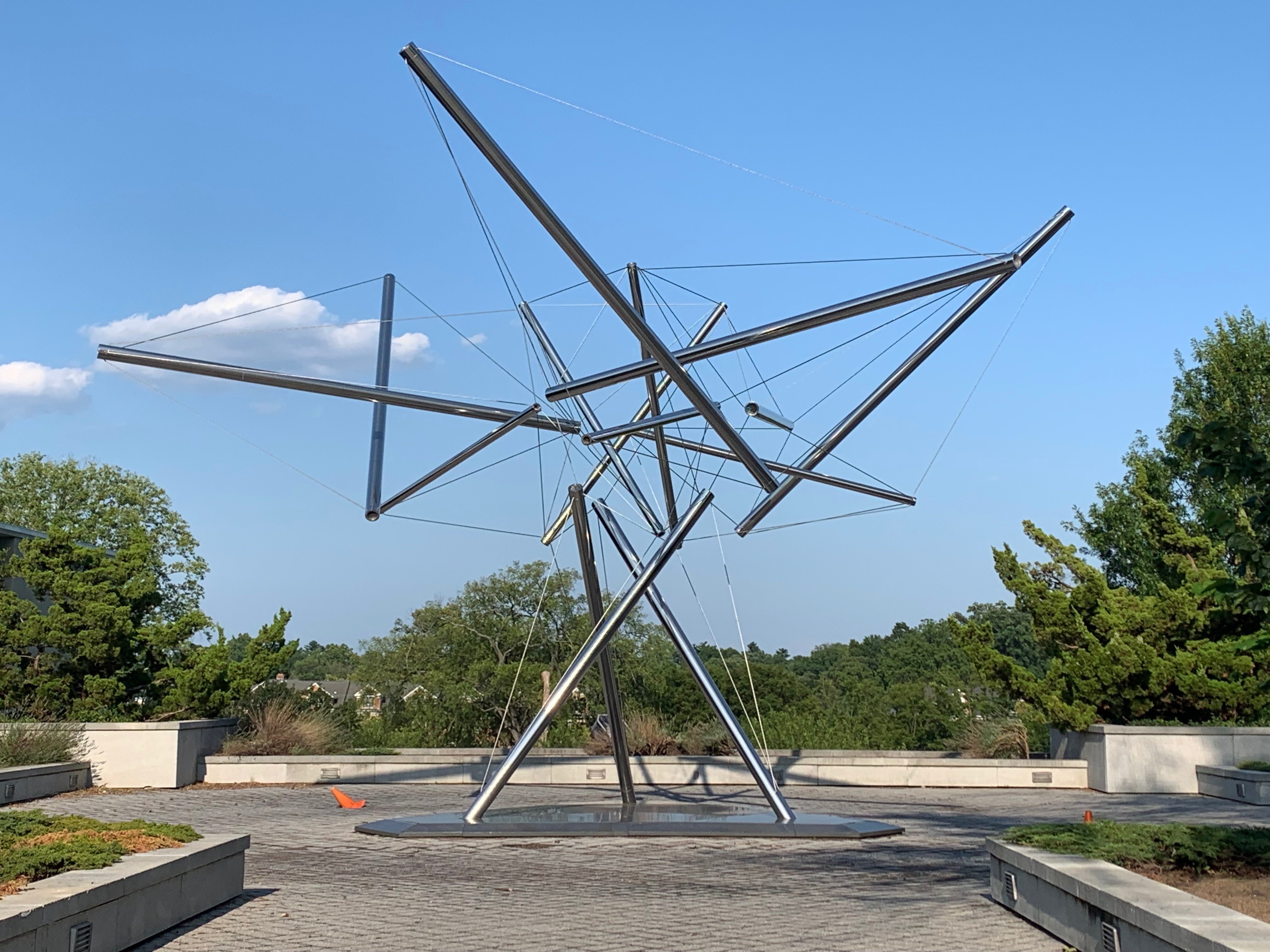
B-Tree, 1981 (National Institutes of Health, Bethesda, Maryland/USA)
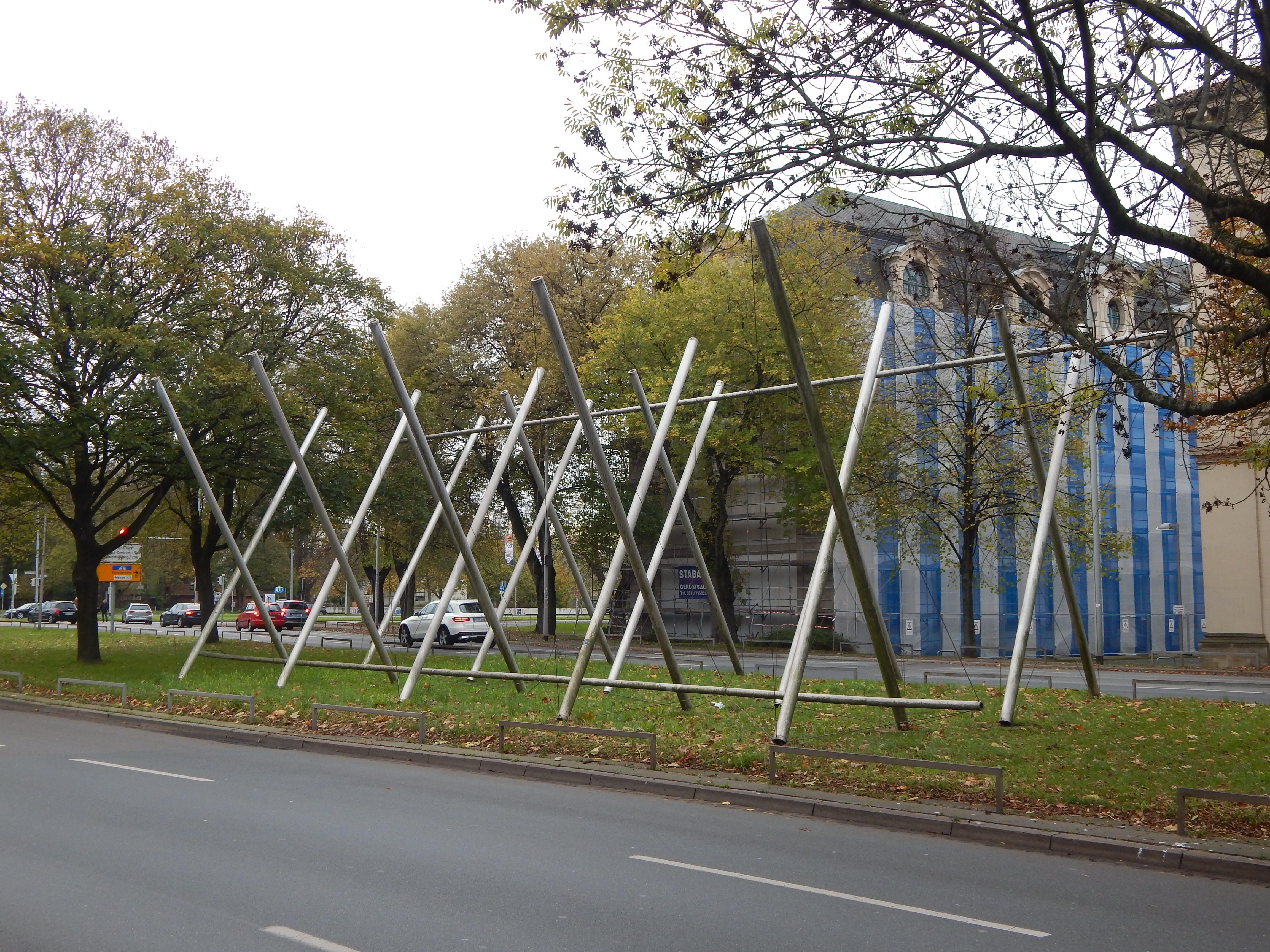
Avenue K, 1968, 1997 versetzt (Hannover, Deutschland; Leibnizufer)
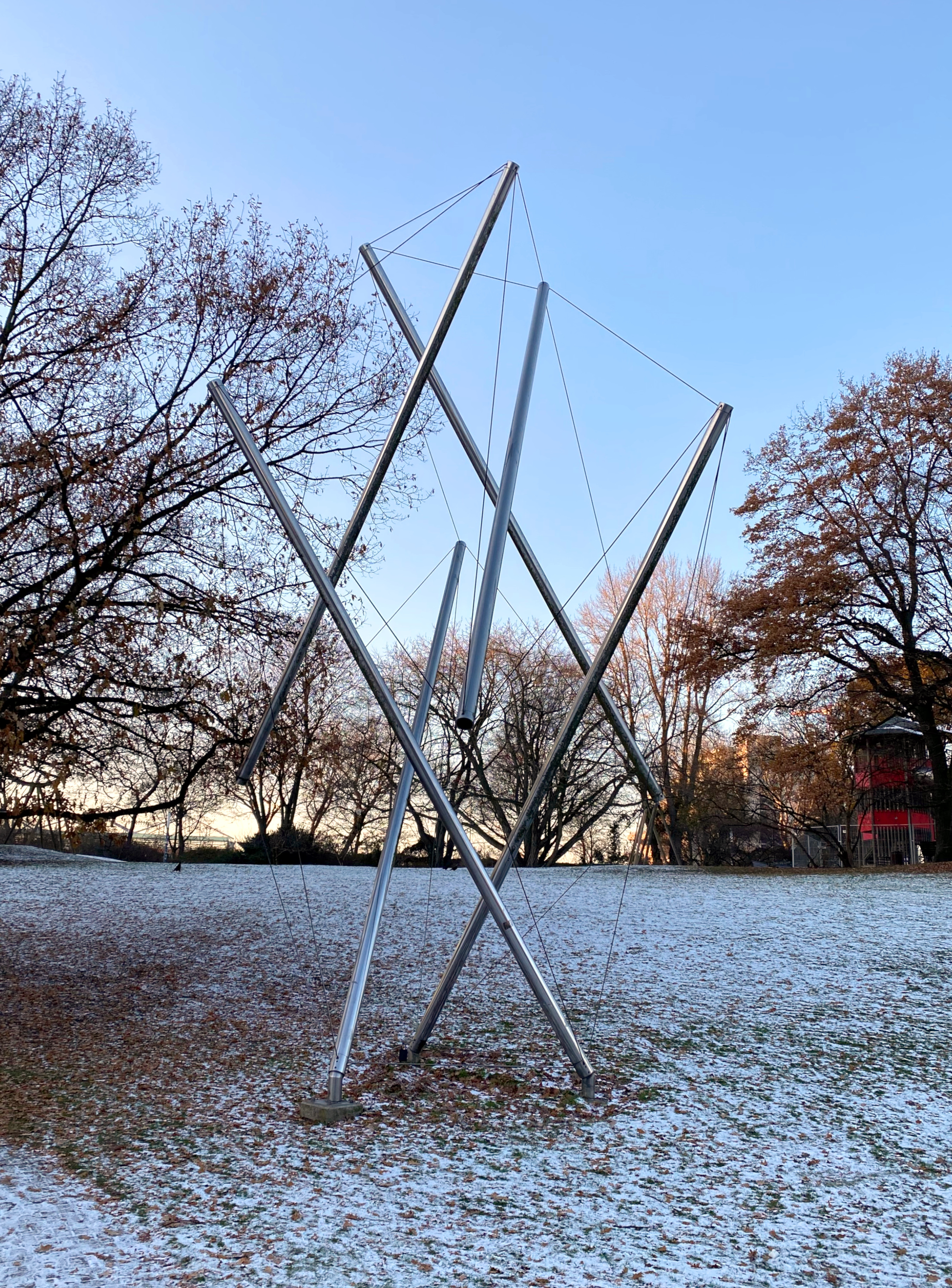
Osaka II im Hamburger Park Planten un Blomen, Ankauf 1972 zur IGA '73